# Mr.Children CONCERT TOUR POPSAURUS 2001
『MR.CHILDREN CONCERT TOUR POPSAURUS 2001』（ミスター・チルドレン・コンサート・ツアー・ポップザウルス にせんいち）は、日本のバンド・Mr.Childrenの7作目の映像作品。2002年1月1日にトイズファクトリーよりDVDとVHSで発売された。

## リリース・音楽性
DVDとVHSの2形態で発売。DVDは2枚組。22thシングル『君が好き』との同時リリースとなった。
ベスト・アルバム『Mr.Children 1992-1995』『Mr.Children 1996-2000』を引っ提げ開催されたスタジアムツアー『Mr.Children CONCERT TOUR POPSAURUS 2001』のうち、2001年8月26日に行なわれた千葉マリンスタジアム公演のライブの模様を収録している。監督は丹修一が務めた。
Mr.Childrenの映像作品としては、前作『Mr.Children Concert Tour Q 2000-2001』以来約4か月ぶりとなるリリース。また、Mr.Childrenの作品としてのVHSでの発売は本作が最後となった。
本作のアートディレクターは信藤三雄が担当。

## 出演
- Mr.Children
  - 桜井和寿：Vocal & Guitar
  - 田原健一：Guitar
  - 中川敬輔：Bass
  - 鈴木英哉：Drums
- Band
  - 浦清英：Keyboards
  - 河口修二：Guitar
  - Sunny：Keyboards

## 収録内容
1. OPENING
2. 花
  - 桜井和寿と浦清英のみによる演奏。Cメロから始まるショートバージョン。
3. I'll be
4. ラララ
  - 曲中にMCが行なわれた。
5. 君がいた夏
6. LOVE
7. 星になれたら
8. 車の中でかくれてキスをしよう
  - 曲前にMCが行なわれていたが、映像ではカットされている。
9. 抱きしめたい
10. Printing
11. Dance Dance Dance
12. Round About 〜孤独の肖像〜
13. Dive
14. シーラカンス
15. 手紙
16. マシンガンをぶっ放せ
17. ニシエヒガシエ
18. 光の射す方へ
19. 深海
20. Tomorrow never knows
21. Hallelujah
  - アウトロで次曲「花」のサビを重ねて歌われた。
22. 花
  - DVDではここまでがDisc 1となっている。
23. everybody goes ～秩序のない現代にドロップキック～
  - ここからアンコール。
  - 間奏部分でメンバー紹介が行なわれた。
  - 曲前にMCが行なわれた。
24. innocent world
25. 独り言
  - Mr.Childrenのメンバー4人だけでの演奏。
  - 曲前にMCが行なわれていたが、映像ではカットされている。
26. 優しい歌
  - 曲前にMCが行なわれた。